# ستيبوس (قمر)
بالإنكليزية Setebos وهو أحد أقمار أورانوس الغير نظامية وذو حركة رجعية واكتشف في 18 تموز من سنة 1999 بواسطة جون كافلارس وماثيو هولمان وأخذ التعيين المؤقت S/1999 U 1 كما يعرف باسم أورانوس التاسع عشر.
تفرض البارمترات المدارية بأنه ينتمي إلى نفس التجمع الديناميكي لكل من سيكوراكس وبروسبيرو والافتراض الأكثر شيوعا بأن لهم نفس الأساس. لكن هذه الفرضية لم تجد ما يؤيدها في الصور الملونة. يظهر هذا القمر باللون الرمادي), وهو في ذلك مشابه لبروسبيرو لكنه مختلف عن سيكوراكس الذي يظهر بلون أحمر.